# فرودگاه بی تاون
فرودگاه بی تاون (به انگلیسی: Baytown Airport) یک فرودگاه همگانی بهره‌برداری هوایی با کد یاتا HPY است که یک باند فرود آسفالت دارد و طول باند آن ۱۳۲۱ متر است. این فرودگاه در کشور ایالات متحده آمریکا قرار دارد و در ارتفاع ۱۰ متری از سطح دریا واقع شده‌است.